# Рукомет на Летњим олимпијским играма 1976.
.
Рукометни турнир на Летњим олимпијским играма одржаним 1976. године  у Монтреалу је трећи по реду турнир за мушкарце и први за жене на Олимпијским играма. Турнир је одржан у PEPS .

## Освајачи медаља
| Дисциплина |                 |                 |          |
| Мушкарци   | Совјетски Савез | Румунија        | Пољска   |
| Жене       | Совјетски Савез | Источна Немачка | Мађарска |

## Учесници

### Мушкарци
| - Данска - Западна Немачка - Јапан - Југославија - Канада - Мађарска | - Пољска - Румунија - Сједињене Америчке Државе - Совјетски Савез - Тунис - Чехословачка |

### Жене
- Источна Немачка
- Јапан
- Канада
- Мађарска
- Румунија
- Совјетски Савез